# Diocèse de La Rochelle (1648-1790)
Le diocèse de La Rochelle (en latin : Dioecesis Rupellensis) est un ancien diocèse de l'Église catholique en France, dans la province ecclésiastique de Bordeaux. Créé en 1648 et supprimé en 1790, il est l'un des diocèses qui précèdent l'actuel diocèse de La Rochelle et Saintes.

## Histoire

### Une trop importante influence du protestantisme
À partir de 1534, La Rochelle et l’Aunis devinrent un centre du calvinisme, la population s'étant convertie en masse. Entre 1562 et 1598, l’Aunis est déchiré par huit guerres de Religion successives. En 1573, la ville de La Rochelle résiste avec succès contre le duc d’Anjou, frère de Charles IX de France, et demeure la principale forteresse des Huguenots en France.
De même plus au nord, le diocèse de Maillezais est ruiné par les guerres de Religion. De plus, il n'a pas de cohérence géographique : le siège épiscopal a peu de rayonnement sur le diocèse. Il est donc envisagé de le déplacer. Aux hypothèses de Niort et de Fontenay-le-Comte dans les années 1620 suit celle de La Rochelle appuyée par la volonté royale d'en faire une bonne ville catholique.
En effet, après une proclamation d'indépendance en mai 1621, et en 1627 l'alliance de La Rochelle avec les Anglais, Louis XIII et à Richelieu ont eu la preuve que l'indépendance politique des protestants constituerait une menace pour la France. Le siège de la Rochelle (5 août 1627 - 28 octobre 1628), au cours de laquelle la population est réduite de 18 000 à 5 000 habitants, s'achève sur une capitulation mettant fin aux revendications politiques de la minorité calviniste. L'ancien Grand Temple protestant est affecté aux catholiques en 1627.

### Du diocèse de Maillezais, à celui de La Rochelle
Le diocèse de La Rochelle est érigé le 4 mai 1648 par la bulle In Supereminenti du pape Innocent X. Il y a transféré le siège épiscopal de Maillezais dans le cadre de la politique de reconquête catholique face à l'influence du protestantisme, menée par le Cardinal Mazarin, sur les conseils de Vincent de Paul, et à la demande de la régente Anne d’Autriche. Pour cela, l'ancien diocèse de Maillezais devenu celui de La Rochelle est augmenté au sud de 96 paroisses issues du diocèse de Saintes. Le nouveau diocèse recouvre ainsi le territoire de l'Aunis, ainsi que la partie orientale du Bas-Poitou qui comprenait l'archiprêtré d'Ardin, les doyennés de Bressuire, Fontenay-le-Comte, Saint-Laurent-sur-Sèvre et en Anjou celui de Vihiers, soit 284 paroisses et 147 prieurés. L'ancien Grand Temple protestant de La Rochelle devient cathédrale.
La translation de Maillezais à La Rochelle fut opérée en vertu de la bulle d’Innocent X, et confirmée par lettres royales du mois d’août 1648. Elles n'ont été enregistrées au parlement de Paris que deux ans après, le 7 septembre 1650. Cependant, selon Daniel Massiou, il n'a pas été attendu pour les mettre à exécution, que cette formalité ait été accomplie.
En 1687, la cathédrale Saint-Barthélémy-du-Grand-Temple est victime d'un incendie. Elle est détruite deux ans plus tard. En 1742, Augustin-Roch de Menou de Charnizay posa la première pierre de la nouvelle cathédrale, achevée en 1784 et consacrée par François-Joseph-Emmanuel de Crussol d'Uzès le 27 juin.

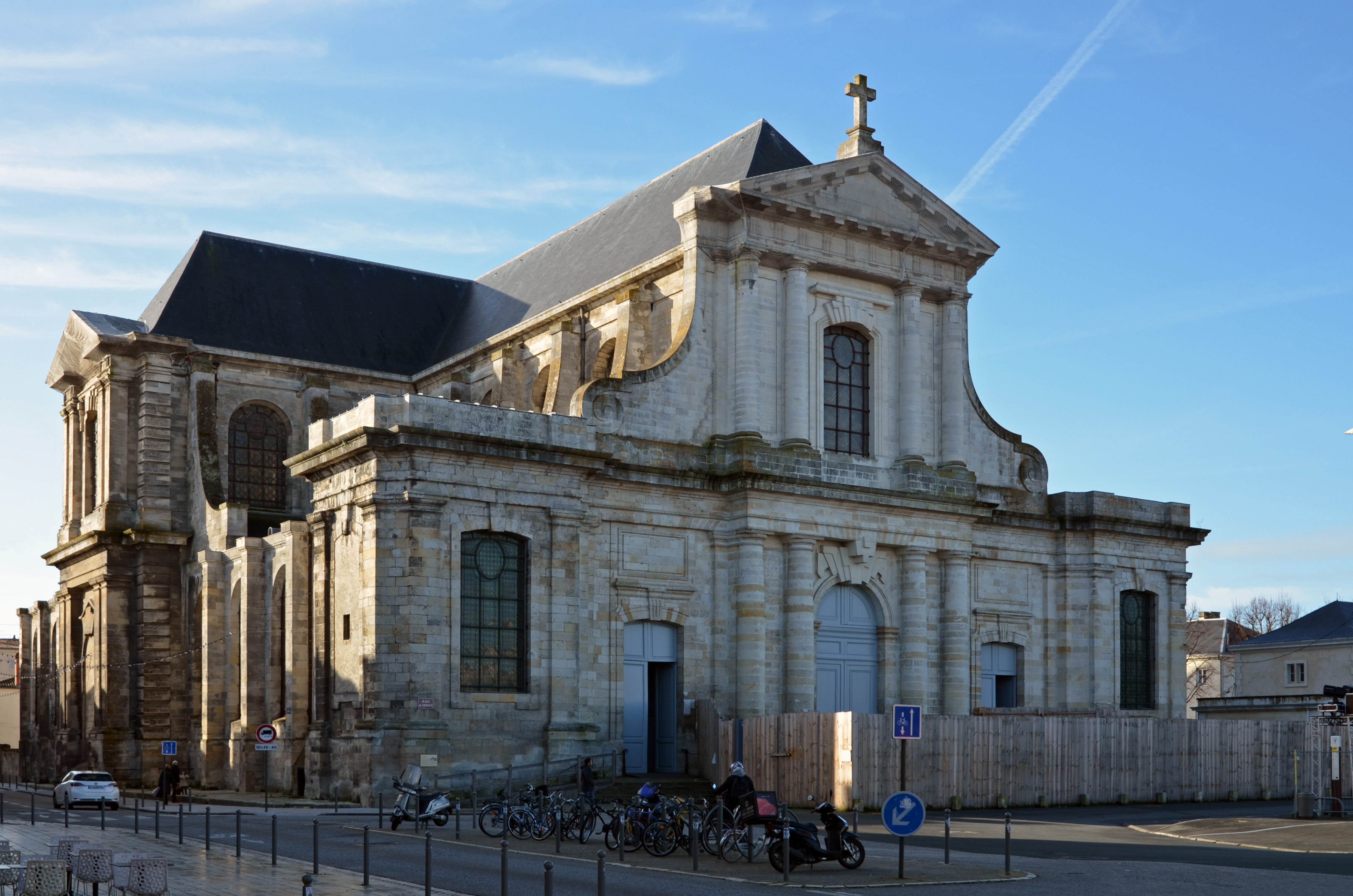
Cathédrale Saint-Louis de La Rochelle.
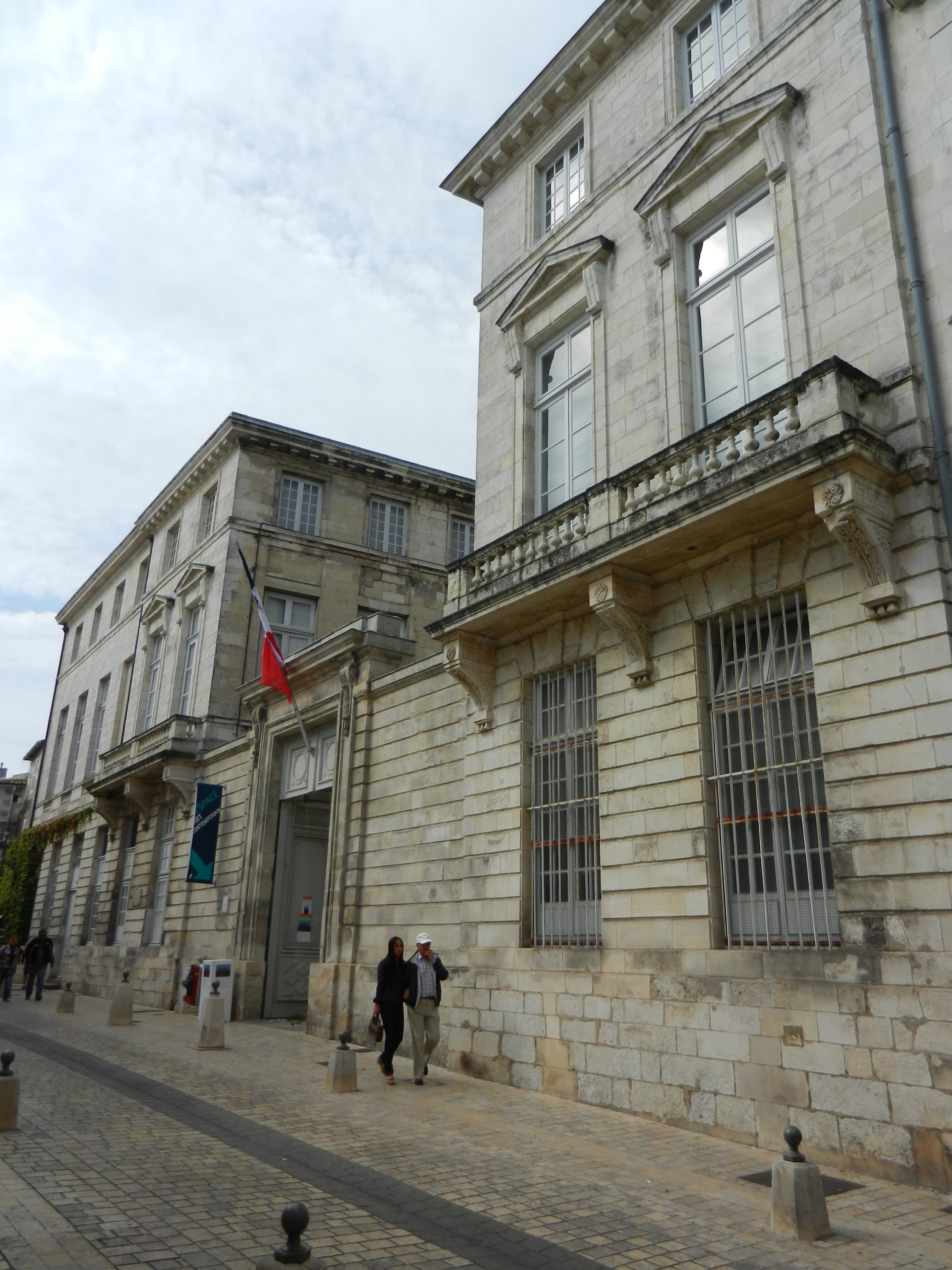
Ancien évêché, aujourd'hui musée des Beaux-Arts de La Rochelle.

### Bouleversements de la Révolution, un diocèse dans un cadre départemental
À la Révolution française, les territoires des diocèses furent réorganisés pour correspondre aux départements. Par la constitution civile du clergé du 12 juillet 1790, l'Assemblée nationale constituante supprime l'évêché de La Rochelle. Elle maintient celui de Saintes, dont elle fait le siège du diocèse du département de la Charente-Inférieure, et celui de Luçon, dont elle fait le siège du diocèse du département de la Vendée. Enfin, elle choisit l'abbaye de Saint-Maixent pour siège du diocèse du département des Deux-Sèvres. Quelques paroisses du diocèse sont intégrées au diocèse de Maine-et-Loire.
Par la bulle Qui Christi Domini du 29 novembre 1801, le pape Pie VII supprime les sièges épiscopaux de Luçon (rétabli le 6 octobre 1822) et de Saintes et maintient celui de La Rochelle dont le nouveau diocèse couvre les départements de la Charente-Inférieure et de la Vendée. Cette situation est effective jusqu'au 6 octobre 1822, où Pie VII par la bulle Paternæ caritatis rétablit le siège épiscopal de Luçon, réduisant ainsi le diocèse à la seule Charente-Inférieure.

## Territoire

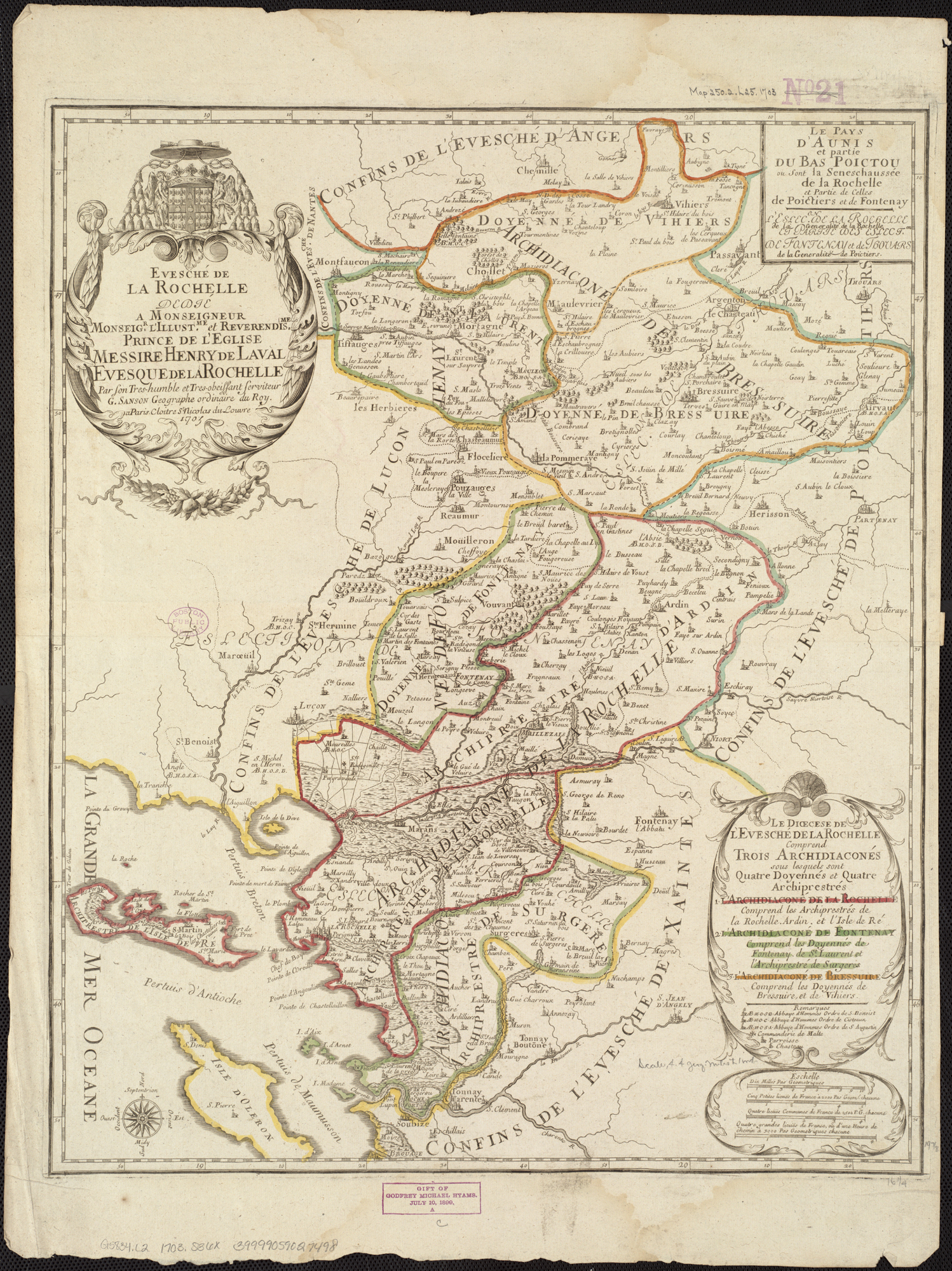
Carte du diocèse de La Rochelle (1703).

Le diocèse de La Rochelle correspondait à la province d'Aunis, ainsi que de la partie orientale du Bas-Poitou. Il était frontalier avec les diocèses de Luçon à l'ouest, d'Angers au nord, de Poitiers à l'est, et de Saintes au sud. Le siège épiscopal se situait alors en situation littorale au sud du territoire diocésain. Comme le diocèse de Maillezais l'ayant précédé, il n'a pas de réelle cohérence géographique, étant étriqué entre ses riverains.
Le diocèse de La Rochelle comprend trois archidiaconés regroupant quatre doyennés et quatre archiprêtrés :
- archidiaconé de Bressuire
  - doyenné de Bressuire
  - doyenné de Vihiers
  - archiprêtré de Surgères
- archidiaconé de Fontenay-le-Comte
  - doyenné de Fontenay-le-Comte
  - doyenné de Saint-Laurent-sur-Sèvre
- archidiaconé de La Rochelle
  - archiprêtré de La Rochelle
  - archiprêtré d'Ardin
  - archiprêtré de l'Île de Ré

## Sources
- (en) Diocese of La Rochelle (-Saintes) sur www.catholic-hierarchy.org (consulté le 10 février 2013)
- Émile Couneau, La Rochelle disparue, 1904